# Plaça de Sants (metrostation)
Plaça de Sants is een metrostation van L1 en L5 van de metro van Barcelona.
Het gedeelte voor Lijn 1 is geopend in 1926, als onderdeel van de eerste metrolijn van de stad, en ligt onder Carrer de Sants tussen Carrer d'Alcolea en Carrer de Guadiana. Een verbinding met lijn 5 is toegevoegd in 1969 onder de Plaça de Sants tussen Carrer de Sants en Carrer Galileu, als het eerste stuk van die lijn geopend wordt tussen Diagonal en Collblanc.
Dit station heeft zes ingangen, de toegangshallen aan de uiteinde van de perrons van lijn 1 hebben elk twee ingangen, lijn 5 heeft één enkele toegangshal met twee ingangen. In laatstgenoemde toegangshal zit ook een winkeltje.

## Omgeving
In de omgeving van metro Plaça de Sants liggen de volgende plekken:
- Parc de l'Espanya Industrial
- Plaça de Sants